# Ophiovalsa femoralis
Ophiovalsa femoralis är en svampart som först beskrevs av Peck, och fick sitt nu gällande namn av Franz Petrak 1966. Ophiovalsa femoralis ingår i släktet Ophiovalsa och familjen Gnomoniaceae.   Inga underarter finns listade i Catalogue of Life.